# コーポレートサイト
コーポレートサイト (Corporate website) とは、企業自身の公式ウェブサイトである。顧客や取引先／協力企業、投資家、採用希望者との円滑なコミュニケーションを行うために設けられる。
コーポレート・アイデンティティを重視する企業では、ロゴやブランド名、キャッチコピーにコーポレート・カラーが配されるなど、ブランド・イメージに沿った意匠が尽くされる傾向があり、21世紀初頭現在では、宣伝・広告といったマーケティング用の重要なツールの1つとなっている。

## 内容
コーポレートサイトに掲載すべき内容に関しての規定は存在しないが、おおむね以下の内容を含むことが多い。
- 会社概要[注釈 2][注釈 3]
- プレスリリース
- 製品・サービス情報
- 住所／問い合わせ先[注釈 4]

また、上場企業などの規模の大きな法人やウェブ上でのコミュニケーションに熱心な団体では、上記に加えて次のような情報も含まれることが多く、世界規模の企業では主要言語に対応したページを持つものも珍しくない。
- 採用情報
- IR情報
- 新規取引情報